# Bonamana
Bonamana (Tiếng Hàn: 미인아 Miinah; có nghĩa là Người đẹp) là album phòng thu thứ tư của nhóm nhạc Hàn Quốc Super Junior, được phát hành ngày 13 tháng 5 năm 2010 tại Hàn Quốc. Hơn 200,000 bản đã được đặt trước một tuần trước khi ngày chính thức phát hành được công bố, đã tạo nên một kỉ lục mới cho nhóm nhạc này. Theo bảng tổng kết doanh số album cuối năm của các bảng xếp hạng nổi tiếng ở Hàn Quốc là Hanteo và Gaon, Bonamana phiên bản A của Super Junior chính là album bán chạy nhất trong năm 2010.

## Thu âm và sản xuất
Nhóm đã lần đầu tiên thông báo về việc đang chuẩn bị album thứ 4 vào tháng 1 năm 2010 trong lúc đang tham dự lễ trao giải KPN Awards ở Thái Lan. Một tuần sau đó, thành viên Kim Kibum - người đã tham gia rất ít vào album trước đó Sorry, Sorry (do bận rộn với việc theo đuổi nghiệp diễn xuất của mình), đã phát biểu về khả năng tham gia album lần này trong một buổi phỏng vấn . Sau khi bàn luận kĩ lưỡng với các nhà sản xuất, Kibum đã quyết định vẫn sẽ tiếp tục sự nghiệp diễn xuất của mình. Thêm vào đó là việc Kangin sẽ nhập ngũ trong hai năm và vụ kiện của Hangeng chống lại SM Entertainment, nên chỉ còn lại 10 thành viên tham gia trong album.
Shindong đã viết lên twitter về việc chuẩn bị cho vol 4 vào khoảng đầu tháng 4 năm 2010 Vào ngày 19 tháng 4, SM Entertainment đã thông báo chính thức trên các phương tiện truyền thông về việc phát hành và sản xuất album. Sau khi Super Junior kết thúc chuyến lưu diễn vòng quanh châu Á lần thứ hai của họ Super Show 2 tại Philippines, các thành viên đã dừng tất cả các hoạt động cá nhân của mình để dành thời gian chuẩn bị album sẽ ra mắt vào khoảng giữa tháng 5 Vào ngày 6 tháng 5, SM thông báo album sẽ được ra mắt vào ngày 13 tháng 5 năm 2010 Cũng giống như những single trước đó của Super Junior, single trở lại lần này cũng lại là một bài hát cùng tên với album, Bonamana.

### Âm nhạc
Super Junior đã quyết định concept trở lại là chín chắn, trưởng thành và bí ẩn. Nối tiếp thể loại âm nhạc mà họ đã thiết lập từ thời Sorry, Sorry, âm nhạc của Bonamana cũng là theo xu hướng dễ nghe và bao gồm nhiều thể loại, bao gồm R&B ballads, pop dance và cả hip hop. Tuy nhiên, không giống Sorry, Sorry, album Bonamana lại có rất ít những ca khúc vui vẻ, với giai điệu medium-tempo pop mà Super Junior thường trình diễn kể từ khi ra mắt.
Album bắt đầu bằng "Bonamana", một ca khúc electropop vui vẻ. SM đã mô tả "Bonamana" là "Sự tiếp nối thể loại SJ Funky", một thể loại mà Super Junior bắt đầu theo đuổi từ "Sorry, Sorry". Eunhyuk và Shindong đã biên đạo cho bài hát "Boom Boom", một ca khúc hip hop dance nổi bật bởi "Bóng tối và sức mạnh tiềm ẩn". Super Junior cũng hợp tác với nhạc sĩ Park Chang-hyun lần thứ 4 khi mời ông viết bản ballad dịu dàng "Coagulation", trình bày bởi Super Junior-KRY. Tương tự như "Coagulation" là "One fine Spring Day", một bài hát solo của Ryeowook. Ca khúc thứ tư, "Your Eyes" được mô tả như "regular Super Junior R&B ballad" (Giọng R&B ballad đặc trưng của Super Junior), cho thấy sự kết hợp hoàn hảo giữa giọng ca của nhóm - Yesung, và hoàng tử ballad Kyuhyun. Đáng ngạc nhiên, trong track thứ bảy "Shake It Up" lại có xuất hiện giọng hát của Hangeng - người hiện đang trong một vụ kiện với SM Entertainment. Về sau, một người đại diện của SM Entertainment đã tiết lộ rằng bài hát đã được thu âm trước khi Hangeng nộp đơn kiện. Album kết thúc với một ca khúc electropop vui nhộn "Here We Go, bài hát sẽ "khiến thính giả được thư giãn trong khi nghe".
Trong phiên bản Repackaged của album, Bonamana version C, có bốn bài hát mới được thêm vào. Bài đầu tiên, No Other (너 같은 사람 또 없어), nhận được những phản hồi rất tốt và được chọn để làm bài hát chủ đề cho album repacked này. Music video của No Other được phát hành vào ngày 7 tháng 7 năm 2010 trên kênh Youtube chính thức của SM Entertainment. Ca khúc tiếp theo, "All My Heart" là ca khúc được Leeteuk và Henry Lau của Super Junior-M soạn nhạc. Hai thành viên khác của Super Junior, Eunhyuk và Donghae cũng đã cùng nhau sáng tác bài hát "A Short Journey" như một món quà cho thành viên Kangin, người hiện đang phục vụ trong quân đội. Phần lớn bài hát này được trình bày bởi Kangin, ngoài ra thì còn sự góp giọng của các thành viên Donghae, Yesung, Ryeowook, và Kyuhyun.

## Quảng bá và phát hành
Một tuần trước khi album được phát hành, hơn 200.000 bản đã được đặt trước. Theo bảng xếp hạng Hanteo Hàn Quốc, phiên bản A của Bonamana ra mắt ở vị trí #1 trên bảng xếp hạng ngày với 36.000 bản đã được bán ra ngay trong ngày đầu tiên phát hành. Chỉ sau bốn ngày được tung ra, hơn 70.000 bản đã được bán hết. "Bonamana" lại tiếp tục vị trí số 1 trên bảng xếp hạng hàng ngày trên Hanteo sau khi phát hành phiên bản B với hơn 13.000 bản, nâng tổng doanh số album lên đến hơn 100.000.
Super Junior có màn diễn trở lại vào ngày 14 tháng 5 với màn trình diễn hai bài hát "Boom Boom" và "Bonamana" trên chương trình Music Bank của đài KBS . Trong hai ngày cuối tuần của tuần đó thì nhóm cũng đã có màn diễn trở lại trên chương trình Music Core của kênh MBC vào ngày 15 tháng 5  và chương trình Inkigayo của đài SBS ngày 16 tháng 5.
Vào tháng 2 năm 2011, theo bảng tổng hợp album bán được trong năm 2010 của bảng xếp hạng album Hàn Quốc Gaon Chart, album phiên bản A và B đã bán được 200.193 bản, được trao giải "album bán chạy nhất năm 2010". Trong khi đó, album repackaged bán được 99.355 bản, xếp hạng ở vị trí thứ chín trong bảng xếp hạng Gaon Top 100 album trong năm 2010, nâng tổng số lên đến gần 300.000 album đã được bán ra chỉ tính riêng tại Hàn Quốc, vượt qua cả album trước đó của nhóm là Sorry, Sorry.

### Đĩa đơn
Bài hát Bonamana được xác nhận là ca khúc chủ đề của album vào ngày 6 tháng 5 năm 2010. MV Teaser được tung ra ngày 7 tháng 5 với một đoạn ngắn trong phần điệp khúc bài hát. Phiên bản nhạc số được phát hành vào ngày 10 tháng 5 năm 2010 trên tất cả các trang nghe nhạc trực tuyến của Hàn Quốc. Bài hát chủ đề "Bonamana" mang phong cách "SJ Funky" (Super Junior Funky), với nhịp điệu của châu Phi, giai điệu vui nhộn và dễ nghe. Bài hát theo âm hưởng electropop funk, và phần hát trong bài đã được sử dụng autotune biến đổi đi một chút để hợp với phần nhạc. Bài hát đã được nhóm quảng bá trong 5 tuần trên các chương trình âm nhạc là Music Bank của đài KBS, Music Core của đài MBC và Inkigayo của đài SBS.

## Danh sách bài hát

### Danh sách bài hát của version A và B
| STT | Nhan đề                                                                   | Phổ lời         | Phổ nhạc                                                                            | Translation                       | Thời lượng |
| --- | ------------------------------------------------------------------------- | --------------- | ----------------------------------------------------------------------------------- | --------------------------------- | ---------- |
| 1.  | "미인아 (BONAMANA)"                                                       | Yoo Young-jin   | Yoo Young-jin                                                                       | Beauty (BONAMANA)                 | 3:58       |
| 2.  | "나쁜 여자 (Boom Boom)"                                                   | Kenzie          | Hayden Bell, Wayne Beckford, Ray Lavender                                           | Bad Girl (Boom Boom)              | 3:15       |
| 3.  | "응결 (Coagulation)" (Super Junior-K.R.Y)                                 | Park Chang-hyun | Park Chang-hyun                                                                     |                                   | 4:20       |
| 4.  | "나란 사람 (Your Eyes)" (Yesung và Kyuhyun song ca)                       | Kim Jungbae     | Kenzie                                                                              | Someone Like Me (Your Eyes)       | 3:41       |
| 5.  | "My Only Girl"                                                            | Hong Ji-yoo     | Brandon Fraley, Joshua Welton                                                       |                                   | 3:09       |
| 6.  | "사랑이 이렇게 (My All Is In You)"                                        | Kwon Yun-jung   | Squeak Jackson, Stephen Beckham                                                     | Love Like This (My All Is In You) | 3:36       |
| 7.  | "Shake It Up!"                                                            | Kim Young-hoo   | Ryan Jhun, Antwann Frost, Ronald Frost, Micheal Muncie, Denzil Remedios, Kibwe Luke |                                   | 3:02       |
| 8.  | "잠들고 싶어 (In My Dream)" (Yesung, Sungmin, Donghae, Ryeowook, Kyuhyun) | Kwon Yun-jung   | Kim Ji-hu                                                                           | Want To Go To Sleep (In My Dream) | 5:02       |
| 9.  | "봄날 (One Fine Spring Day)" (Ryeowook solo)                              | Kwon Yun-jung   | Magnus Andersson                                                                    | Spring Day (One Fine Spring Day)  | 3:56       |
| 10. | "좋은 사람 (Good Person)"                                                 | Yoo Heeyeol     | Yoo Heeyeol                                                                         | Good Person (Good Person)         | 4:04       |
| 11. | "Here We Go"                                                              | Kim I-Na        | Carl Utbult, Tebey Ottoh, Fredrik Hult                                              |                                   | 3:50       |

### Danh sách bài hát của Version C
Korea Version
| STT | Nhan đề                                                                       | Phổ lời         | Phổ nhạc                                                                                            | Translation                                 | Thời lượng |
| --- | ----------------------------------------------------------------------------- | --------------- | --------------------------------------------------------------------------------------------------- | ------------------------------------------- | ---------- |
| 1.  | "미인아 (BONAMANA)"                                                           | Yoo Young-jin   | Yoo Young-jin                                                                                       | Beauty (BONAMANA)                           | 3:58       |
| 2.  | "너 같은 사람 또 없어 (No Other)"                                             | Kenzie          | Denzil Remedios, Kibwe Luke, Ryan Jhun, Reefa                                                       | There's No Other Person Like You (No Other) | 4:16       |
| 3.  | "진심 (All My Heart)"                                                         | Hong Ji Hoo     | Henry, Leeteuk                                                                                      | Sincerity (All My Heart)                    | 3:41       |
| 4.  | "여행 (A Short Journey)"                                                      | Eunhyuk         | Donghae                                                                                             | Travel (A Short Journey)                    | 3:44       |
| 5.  | "Shake It Up! (Remix)"                                                        | Kim Young-hoo   | Ryan Jhun, Antwann Frost, Ronald Frost, Micheal Muncie, Denzil Remedios, Kibwe Luke, Chance, Ichiro |                                             | 3:04       |
| 6.  | "나쁜 여자 (Boom Boom)"                                                       | Kenzie          | Hayden Bell, Wayne Beckford, Ray Lavender                                                           | Bad Girl (Boom Boom)                        | 3:15       |
| 7.  | "응결 (Coagulation)" (Super Junior-K.R.Y)                                     | Park Chang-hyun | Park Chang-hyun                                                                                     |                                             | 4:20       |
| 8.  | "나란 사람 (Your Eyes)" (Yesung và Kyuhyun song ca)                           | Kim Jungbae     | Kenzie                                                                                              | Someone Like Me (Your Eyes)                 | 3:41       |
| 9.  | "My Only Girl"                                                                | Hong Ji-yoo     | Brandon Fraley, Joshua Welton                                                                       |                                             | 3:09       |
| 10. | "사랑이 이렇게 (My All Is In You)"                                            | Kwon Yun-jung   | Squeak Jackson, Stephen Beckham                                                                     | Love Like This (My All Is In You)           | 3:36       |
| 11. | "Shake It Up!"                                                                | Kim Young-hoo   | Ryan Jhun, Antwann Frost, Ronald Frost, Micheal Muncie, Denzil Remedios, Kibwe Luke                 |                                             | 3:02       |
| 12. | "잠들고 싶어 (In My Dream)" (Yesung, Sungmin, Lee Donghae, Ryeowook, Kyuhyun) | Kwon Yun-jung   | Kim Ji-hu                                                                                           | Want To Go To Sleep (In My Dream)           | 5:02       |
| 13. | "봄날 (One Fine Spring Day)" (Ryeowook solo)                                  | Kwon Yun-jung   | Magnus Andersson                                                                                    | Spring Day (One Fine Spring Day)            | 3:56       |
| 14. | "좋은 사람 (Good Person)"                                                     | Yoo Heeyeol     | Yoo Heeyeol                                                                                         | Good Person (Good Person)                   | 4:04       |
| 15. | "Here We Go"                                                                  | Kim I-Na        | Carl Utbult, Tebey Ottoh, Fredrik Hult                                                              |                                             | 3:50       |

### DVD (Asian Special Edition / Version D)
1. BONAMANA MV
2. BONAMANA Making Film
3. No Other MV
4. No Other Making Film

## Các bảng xếp hạng
| Chart                                                         | Peak position |
| ------------------------------------------------------------- | ------------- |
| Xếp hạng album hàng ngày của Hanteo                           | 1             |
| Xếp hạng album hàng tuần của Hanteo                           | 1             |
| Xếp hạng album hàng tháng của Hanteo                          | 1             |
| Thuộc top 5 trên Hottracks                                    | 1             |
| Xếp hạng album hàng tháng của Gaon                            | 1             |
| Xếp hạng album hàng ngày của Oricon Nhật Bản                  | 5             |
| Xếp hạng album hàng tuần của Oricon Nhật Bản                  | 15            |
| G-Music Combo Chart của Đài Loan                              | 1             |
| G-Music J-pop Chart của Đài Loan                              | 1             |
| G-Music International Chart của Đài Loan                      | 1             |
| Five Music Korean Chart của Đài Loan                          | 1             |
| KKBOX Korean Chart của Đài Loan                               | 1             |
| Odyssey Weekly Chart của Philippines                          | 1             |
| Astroplus Weekly Chart của Philippines                        | 1             |
| Philippines' Music One Top 25                                 | 1             |
| Philippines' Odyssey Music and Video Top International Albums | 1             |
| Philippines' MYX International Hits Chart                     | 1             |
| Channel V's V Countdown                                       | 1             |
| United World Album Chart                                      | 7             |

| Bài hát                           | Vị trí |
| --------------------------------- | ------ |
| "미인아" (BONAMANA)               | #5     |
| "너 같은 사람 또 없어" (No Other) | #14    |

## Phát hành
| Version                  | Khu vực     | Ngày                                                                        | Công ty phát hành      | Định dạng |
| ------------------------ | ----------- | --------------------------------------------------------------------------- | ---------------------- | --------- |
| A                        | Hàn Quốc    | 13 tháng 5 năm 2010                                                         | SM Entertainment       | CD        |
| A                        | Hong Kong   | 4 tháng 6 năm 2010                                                          | Avex Asia              | CD        |
| A                        | Đài Loan    | 18 tháng 6 năm 2010                                                         | Avex Taiwan            | CD        |
| A                        | Philippines | 3 tháng 7 năm 2010 (Special Release) 9 tháng 7 năm 2010 (Official Release)  | Universal Records      | CD        |
| B                        | Hàn Quốc    | 20 tháng 5 năm 2010                                                         | SM Entertainment       | CD        |
| B                        | Hong Kong   | 4 tháng 6 năm 2010                                                          | Avex Asia              | CD        |
| B                        | Đài Loan    | 25 tháng 6 năm 2010                                                         | Avex Taiwan            | CD        |
| B                        | Philippines | 3 tháng 7 năm 2010 (Special Release) 9 tháng 7 năm 2010 (Official Release)  | Universal Records      | CD        |
| C (Repackaged)           | Hàn Quốc    | 28 tháng 6 năm 2010                                                         | SM Entertainment       | CD        |
| C (Repackaged)           | Hong Kong   | 3 tháng 7 năm 2010                                                          | Avex Asia              | CD        |
| C (Repackaged)           | Đài Loan    | 23 tháng 7 năm 2010                                                         | Avex Taiwan            | CD        |
| C (Repackaged)           | Philippines | 28 tháng 8 năm 2010 (Special Release) 3 tháng 9 năm 2010 (Official Release) | Universal Records      | CD        |
| --                       | Nhật Bản    | 21 tháng 7 năm 2010                                                         | Avex Trax, Rhythm Zone | CD        |
| D (Asia Special Edition) | Đài Loan    | 19 tháng 11 năm 2010                                                        | Avex Taiwan            | CD+DVD    |